# 和同開珎 (パズル)

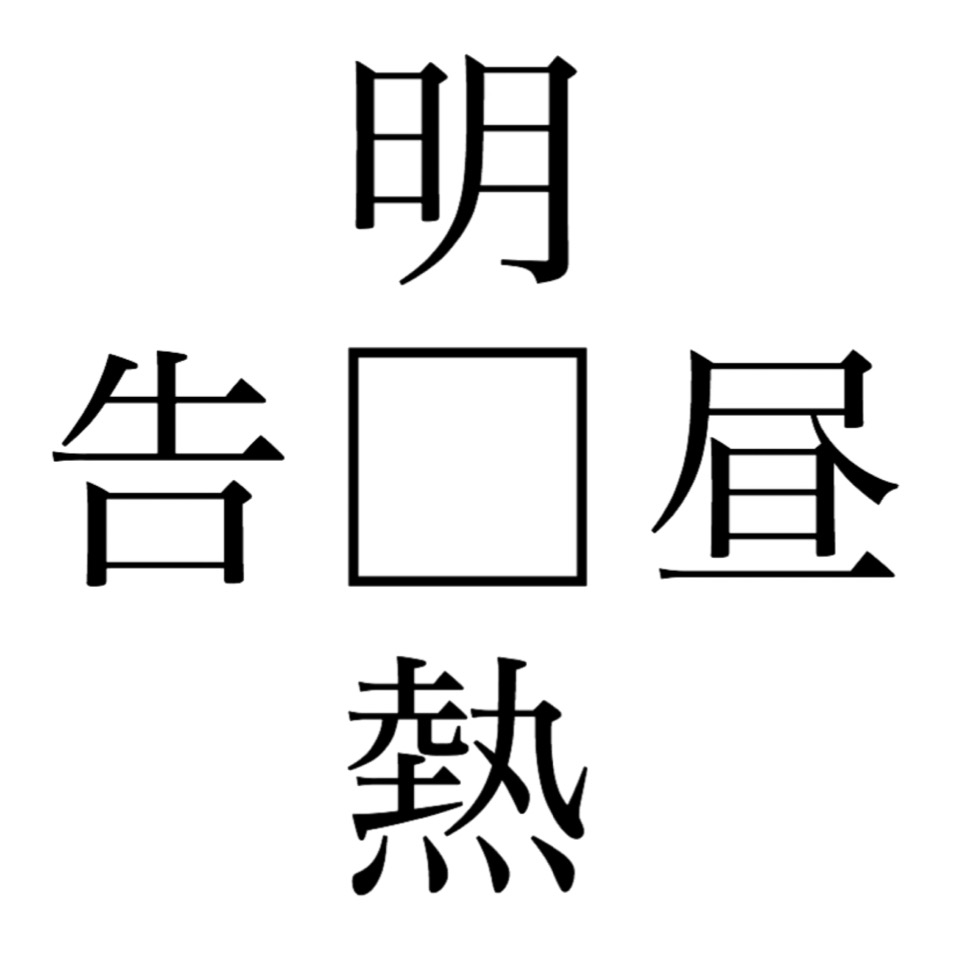
和同開珎の例。中央のマスに「白」を入れると明白、告白、白昼、白熱と4つの熟語が完成する。

和同開珎（わどうかいちん）は、上下左右に漢字を配置し、それぞれ熟語ができるように漢字を中央のマスに入れる漢字パズル。単に「熟語パズル」ともいう他、主にパズル雑誌を出版しているニコリでは「矢印熟語」という名称が用いられている。

## ルール
上下左右に漢字が書かれており、それと組み合わせて熟語ができるように中央のマスに漢字を入れる。このとき、存在しない熟語を作ってはならない。基本的に熟語の読みは左から右、上から下だが、矢印により読む方向を定めている場合もある。

## 入試
灘中学校の2009年の入試では、国語の一日目に和同開珎が出題されたことがある。